# ユスフ・シッポ
ユスフ・シッポ（Youssef Chippo、1973年5月10日 - ）は、モロッコの元サッカー選手。元モロッコ代表。ポジションはミッドフィールダー。

## 来歴
1996年にモロッコ代表デビュー。1998 FIFAワールドカップではグループステージ全3試合に出場した。また、アフリカネイションズカップには4大会に出場している。2006年までに73試合に出場、9得点をあげた。

## 代表歴

### 出場大会
- モロッコ代表
  - 1998 FIFAワールドカップ

### 試合数
- 国際Aマッチ 73試合 9得点（1996年-2006年）[1]

| モロッコ代表 | 国際Aマッチ | 国際Aマッチ |
| 年           | 出場        | 得点        |
| ------------ | ----------- | ----------- |
| 1996         | 1           | 0           |
| 1997         | 12          | 0           |
| 1998         | 16          | 2           |
| 1999         | 9           | 2           |
| 2000         | 9           | 1           |
| 2001         | 9           | 2           |
| 2002         | 9           | 1           |
| 2003         | 3           | 1           |
| 2004         | 0           | 0           |
| 2005         | 0           | 0           |
| 2006         | 5           | 0           |
| 通算         | 73          | 9           |